# 青柳俊彦
青柳 俊彦（あおやぎ としひこ、1953年〈昭和28年〉8月19日 - ）は、日本の経営者。九州旅客鉄道代表取締役会長。

## 略歴
- 1953年（昭和28年）8月19日 - 佐賀県出身の両親の元、鳥栖市に生まれる[2]。祖父は国鉄の技術職員、父は国鉄病院の勤務医であり[3]、門司病院のある福岡県門司市（現在の北九州市門司区）で小学校まで幼少期を過ごす[1]。
- 1966年（昭和41年）3月 - 北九州市立清見小学校卒[4]。
- 1972年（昭和47年）03月 - ラ・サール高等学校卒[5]。
- 1977年（昭和52年）
  - 3月 - 東京大学工学部卒[1]。
  - 4月 - 日本国有鉄道入社[1]。九州旅客鉄道会長の唐池恒二、東海旅客鉄道会長の柘植康英とは同期に当たる。国鉄では中央本線、千葉運輸区、梅小路駅などで勤務したのち、アメリカ合衆国へ留学。機械工学のマスターを取得し、日本原子力研究所への出向も経験した。
- 1987年（昭和62年）04月 - 国鉄分割民営化に伴い九州旅客鉄道株式会社総合企画本部経営管理室副長に就任[1]し、門司に帰郷。
- 1988年（昭和63年）04月 - 同社同本部システム委員会事務局副長[1]。
- 1989年（平成01年）05月 - 同社同本部システム開発本部副長[1]。
- 1991年（平成03年）10月 - 同社同本部システム運用課長[1]。
- 1992年（平成04年）03月 - 同社技術・運行本部運輸部担当課長[1]。
- 1993年（平成05年）04月 - 同社同本部運輸部輸送課長[1]。
- 1995年（平成07年）04月 - 同社同本部運輸部長付担当課長[1]。
- 1998年（平成10年）06月 - 同社同本部運輸部長[1]。
- 2001年（平成13年）04月 - 同社鉄道事業本部運輸部長[1]。
- 2004年（平成16年）06月 - 同社鹿児島支社長[1]。
- 2005年（平成17年）06月 - 同社取締役鹿児島支社長[1]。
- 2006年（平成18年）05月 - 同社取締役鉄道事業本部副本部長[1]。
- 2008年（平成20年）06月 - 同社常務取締役鉄道事業本部長[1]。
- 2012年（平成24年）06月 - 同社専務取締役鉄道事業本部長[1]。
- 2013年（平成25年）06月 - 同社代表取締役専務鉄道事業本部長[1]。
- 2014年（平成26年）06月 - 同社代表取締役社長[1]。
- 2022年 (令和4年) 04月 - 同社代表取締役会長

## 人物
門司港駅の重要文化財指定や復原事業に深く関与している。
息子もJR九州で勤務している。